# Chris Gardner
Christopher Paul Gardner (Milwaukee, 9 febbraio 1954) è un imprenditore statunitense, presidente e proprietario della Christopher Gardner International Holdings.
Durante gli anni ottanta viveva in povertà e per un certo periodo si è ritrovato senza casa insieme al figlio piccolo Christopher Jr. Il suo libro di memorie, La ricerca della felicità, è stato pubblicato nel maggio del 2006 e da questo è stato tratto il film, per la regia di Gabriele Muccino, La ricerca della felicità, di grande successo, con Will Smith nei panni del protagonista.

## Biografia

### Primi anni
Gardner nacque a Milwaukee da Thomas Turner e Bettye Jean Gardner; era il secondo figlio di Bettye Jean: sua sorella maggiore Ophelia era nata dal precedente matrimonio della madre. Ha altre due sorelle più piccole, Sharon e Kimberly, nate dal matrimonio della madre con Freddie Triplett. L'infanzia di Gardner e delle sue sorelle è stata particolarmente difficile, con abusi da parte del padre nei confronti di tutta la famiglia e l'imprigionamento della madre per accuse di frode da parte del padre (poi rivelatesi false).
Nonostante i numerosi problemi, la madre è stata la maggior fonte di ispirazione per il giovane Gardner; lei lo incoraggiava a credere in sé stesso e gli ripeteva "puoi contare solamente su te stesso, la cavalleria non sta arrivando". È anche grazie agli anni difficili della sua giovinezza che Gardner ha deciso per il suo futuro di voler evitare alcolismo, abusi domestici, mancanza d'istruzione e simili cose.

### Gioventù
Una volta finite le superiori, Gardner si arruolò nella US Navy e venne assegnato per quattro anni a Camp Lejeune in Carolina del Nord. Qui fu assegnato all'hospital corpsman (HM), un centro sanitario specializzato della Marina, dove conobbe il dottor Robert Ellis, un cardiochirurgo che gli offrì un lavoro nella sua clinica. Dopo il congedo Gardner si trasferì a San Francisco a lavorare con Ellis e dal 1974 al 1976 lavorò a stretto contatto col dottore, firmando anche come coautore alcuni articoli scientifici pubblicati in riviste specializzate in medicina.

### Matrimonio e primi problemi

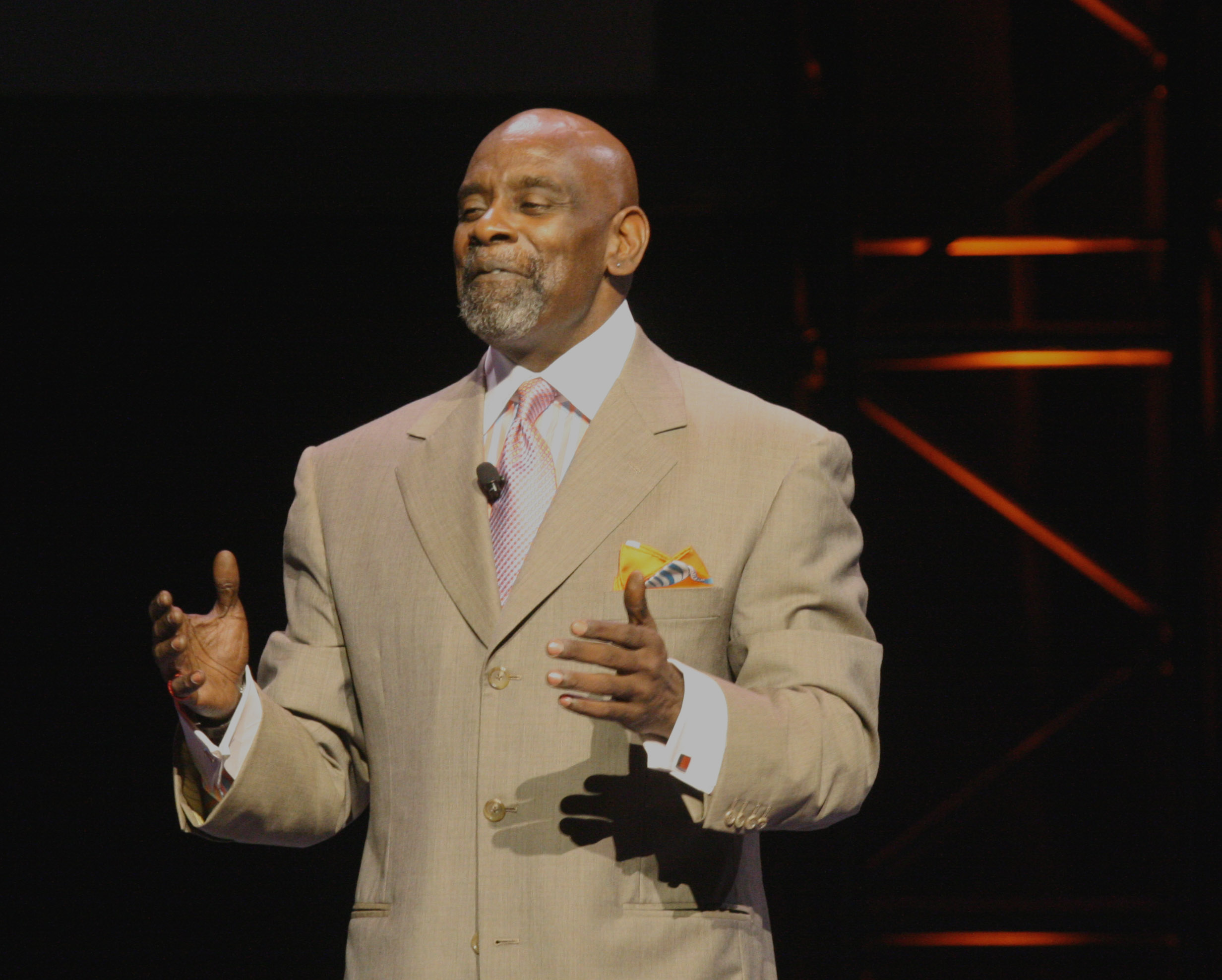
Christopher Gardner nel 2010

Il 18 giugno 1977 Gardner sposò Sherry Dyson, ma circa due anni dopo decise di lasciare il lavoro ed il suo sogno di diventare un medico per cercare qualcosa di più remunerativo. La relazione con Sherry si incrinò, sia a causa di questa decisione che per il fatto che Gardner iniziò una relazione con una studentessa in odontoiatria di nome Jackie Medina. Poco dopo quest'ultima rimase incinta e Gardner lasciò la moglie per mettere su casa con Jackie e prepararsi alla nascita del suo primogenito. Il divorzio divenne legale solo nel 1986. In seguito alla nascita di Christopher Jarrett Medina Gardner Jr. nel 1981, Gardner lasciò il lavoro di assistente di laboratorio e divenne venditore di apparecchiature mediche, raddoppiando il suo salario mensile.
Un momento fondamentale della sua vita avvenne quando incontrò casualmente Bob Bridges, un uomo distinto e ben vestito che stava parcheggiando una Ferrari rossa. Incuriosito, Gardner gli chiese che lavoro facesse e lui rispose di essere un broker: da quel momento decise di voler diventare broker anche lui. Bridges lo presentò a diverse compagnie che organizzavano corsi per futuri broker e, alla fine, Gardner venne accettato dalla E. F. Hutton & Co.. Lasciò quindi il  lavoro di venditore di apparecchiature mediche per dedicarsi a tempo pieno alla nuova carriera; quando si presentò in ufficio, scoprì però che il suo nuovo capo era appena stato licenziato. Negli stessi giorni la moglie lo accusò di picchiarla (un'accusa che lui ha sempre respinto) e lo lasciò, portando con sé il figlio nella East Coast. Infine, venne incarcerato per dieci giorni in seguito al mancato pagamento di 1.200 dollari di multe per divieto di sosta.
Quando tornò a casa riuscì a trovare un impiego nel programma di tirocinio per broker della Dean Witter Reynolds, programma che però non prevedeva un salario. Gli unici introiti derivavano dalla vendita delle apparecchiature mediche, ma non erano sufficienti per arrivare a fine mese.

### Gli anni più duri
Gardner lavorò duramente per superare il periodo di prova, arrivando presto in ufficio al mattino e andando via tardi la sera, cercando di fare almeno 200 chiamate al giorno in cerca di clienti. Nel 1982 riuscì a superare al primo colpo l'esame per la licenza e venne assunto regolarmente a tempo pieno. Più tardi venne assunto dalla Bear Stearns.
Quattro mesi dopo essersene andata di casa, Jackie tornò a San Francisco per lasciare il figlio con Gardner. Da quel momento Gardner fu costretto a dormire nei posti più disparati per la continua mancanza di soldi, cercando di risparmiare quanto possibile per riuscire ad affittare un appartamento a Berkeley. Per un intero anno, all'insaputa dei colleghi, visse da senzatetto trascorrendo le notti in motel, aeroporti, parcheggi, nel suo stesso ufficio, sui trasporti pubblici e perfino in un bagno chiuso della BART. Alla fine chiese al reverendo Cecil Williams di lasciarlo pernottare in una struttura dedicata alle donne senza casa (la sua maggior preoccupazione era nei riguardi del figlio piccolo), e questi accettò senza esitazione.

### Carriera
Nel 1987 Gardner riuscì ad aprire la sua azienda di brokeraggio, con sede a Chicago; la sede legale si trovava nel suo stesso appartamento e l'unico pezzo di arredamento era una scrivania che fungeva anche da tavola da pranzo. Nel 2006 Gardner vendette per diversi milioni di dollari le sue quote dell'azienda e fondò la Christopher Gardner International Holdings, con sedi in diverse città statunitensi.